# Moqrisset (distrikt)
Moqrisset (arabiska: مقريصات) är ett landsbygdsdistrikt i Marocko. Det ligger i provinsen Ouezzane och regionen Tanger-Tétouan-Al Hoceïma, 190 km nordost om huvudstaden Rabat. Antalet invånare var 46 061 vid folkräkningen 2014.
Kommunerna i distriktet är:
- Ain Beida
- Asjen
- Brikcha
- Moqrisset